# Claude Lorenzini
Pour les articles homonymes, voir Lorenzini.
Claude Lorenzini, né le 7 décembre 1939 à Auboué (France), est un homme politique français. 

## Biographie
Né le 7 décembre 1939 à Auboué, en Meurthe-et-Moselle, il est député de la Meuse (en remplacement de Gérard Longuet) de 1986 à 1988.